# Ichthyornis
Az Ichthyornis (nevének jelentése: 'hal madár', az ógörög ἰχθύς / ichthýs 'hal', és ὄρνις / órnis 'madár' szavak összetételéből) a mai tengeri madarakra hasonlító fogas madárnem volt a késő krétakorban, 95 és 83,5 millió évvel ezelőtt. Az Ichthyornis a mai Észak-Amerika területén élt, maradványait a kanadai Alberta és Saskatchewan tartományok és az egyesült államokbeli Alabama, Kansas, Új-Mexikó és Texas államok mészkőrétegeiben találták meg. Egy faj tartozik az említett nemhez, az Ichthyornis dispar.

## Leírása
Az Ichthyornis nagyjából egy modern galambféle méretét érte el. Hosszúsága 24 cm volt, szárnyfesztávolsága 43 cm. A madár fizikai felépítésének érdekessége, hogy csőrében kisméretű fogak ültek, melyek azonban csak a csőr középső és hátsó részein helyezkedtek el, ez is érzékelteti a korábbi madárfajokkal szembeni evoluciós fejlődést.
Az első Ichthyornis maradványt Benjamin Franklin Mudge geológus, egyetemi tanár találta, 1870-ben, Kansas állam területén, egy mészkőlerakódásban. Ő ezt nemsokára kölcsönadta Othniel Charles Marsh paleoontológusnak, aki azonban nem ismerte fel azonnal a maradványok jelentőségét. Úgy vélte a leletek valójában két állatfajhoz tartoznak, egy madárhoz, illetve a fogazott állkapcsok egy eddig ismeretlen őshüllőfajhoz. Ezt a feltételezett őshüllőt Marsh nemsokára Colonosaurus mudgeinek nevezte el. 1873-ra azonban belátta tévedését és elismerte, hogy a fogak is a madárhoz tartoznak. A madarat ezt követően Ichthyornisnak nevezte el és egy új alosztályba, az Odontornithesbe sorolta be, egy frissen felfedezett madárfajjal, az Apatornissal együtt, melyet kezdetben Ichthyornis celerként írt le.
Az Ichthyornis és egy vele egy időben élt madárfaj, a Hesperornis maradványait Charles Darwin és követői az evolúciós fejlődés egyik legjelentősebb bizonyítékának tekintették, mint azt Darwin egy 1880-ban Marshoz írt levelében is kifejtette.
Az Ichthyornis maradványai a későbbiekben a kanadai Alberta és Saskatchewan valamint az egyesült államokbeli Alabama, Kansas, Texas és Új-Mexikó területéről kerültek elő, vagyis nagyjából a Nyugati Belső Víziút mentéről, mely kettéosztotta az észak-amerikai kontinenst a késő kréta korszakban. A lelőhelyek, illetve a fizikai felépítése alapján elképzelhető, hogy tengerparti madár volt, életmódja leginkább a sirályfélékéhez hasonlíthatott.